# Margitesia bugaba
Margitesia bugaba är en fjärilsart som beskrevs av Druce 1891. Margitesia bugaba ingår i släktet Margitesia och familjen nattflyn. Inga underarter finns listade i Catalogue of Life.